# Alojz Serini
Alojz Serini, slovenski turistični delavec, interniranec, antifašist * 16. junij 1929, Logatec. 
Serini je slovenski turistični delavec, dolgoletni predsednik Turistične zveze Dolenjske in Bele krajine. Začetnik organiziranega smučanja na Dolenjskem. Pobudnik in dolgoletni organizator prireditve "Gozd, Gobe, Cvetje", ki je prerasla v tradicionalno in najbolj prepoznavno prireditev na Dolenjskem.

### Otroštvo in mladost
Otroštvo je Alojz preživel, skupaj s svojo sestro Bredo in bratom Arturom, Takoj po italijanski (fašistični) okupaciji so njegovega očeta Carletta Serinija, ovadili slovenski logaški kvislingi (Domobranci) in predali okupatorju. Kot domoljub in dober človek je iz moralnih nagibov sodeloval z odporniškim gibanjem (OF). Fašistični okupator ga je 1942 interniral v Gonars. Kmalu zatem so domači izdajalci, ovadili okupatorju, tudi, komaj 14 letnega Alojza Serinija, ker pa je vmes fašistična Italija kapitulirala in so oblast v Logatcu prevzeli nemški nacisti so ga, le ti odpeljali v taborišče na Češko. Njegovo mamo Milko, pa zaprli v klet neke hiše v Logatcu. Alojzu se je posrečilo pobegniti iz taborišča in je peš prehodil vso pot z južnega Češkega do doma. Novico, da je bil oče ubit med vračanjem iz taborišča Litomerice (v katerega so ga premestili iz Gonarsa), kar je pozneje potrdilo uradno sporočilo Rdečega križa, je prvi prinesel v Logatec domačin, ki je bil na vlaku skupaj s Carlettom Serinijem in je preživel. Starejši brat Artur je bil partizan. Po osvoboditvi se je, zaradi službe, preselil v Novo mesto, kjer se je poročil z Bredo Serini roj. Pavlin in z njo ima tri otroke (Jasno, Lučko in Matjaža).

## Odlikovanja in nagrade
Je prejemnik številnih odlikovanj in nagrad, med ostalimi, Jugoslovanske turistične zveze, Turistične zveze Slovenije, Mestne občine Novo mesto ter Zveze borcev NOB. Leta 1998 je prejel častni znak svobode Republike Slovenije z naslednjo utemeljitvijo: »za zasluge na področju turističnega razvoja Dolenjske in Bele krajine ter za uveljavljanje turistične dejavnosti v Sloveniji«.